# Mount Baw Baw
Mount Baw Baw är ett berg i Australien. Det ligger i delstaten Victoria, omkring 120 kilometer öster om delstatshuvudstaden Melbourne. Toppen på Mount Baw Baw är 1 567 meter över havet, eller 83 meter över den omgivande terrängen. Bredden vid basen är 1,6 km.
Runt Mount Baw Baw är det mycket glesbefolkat, med 2 invånare per kvadratkilometer.. Närmaste större samhälle är Erica, omkring 18 kilometer sydost om Mount Baw Baw. 
I omgivningarna runt Mount Baw Baw växer i huvudsak städsegrön lövskog. Genomsnittlig årsnederbörd är 1 585 millimeter. Den regnigaste månaden är juni, med i genomsnitt 204 mm nederbörd, och den torraste är januari, med 68 mm nederbörd.